# Mount Chadwick
Mount Chadwick är ett berg i Antarktis. Det ligger i Östantarktis. Nya Zeeland gör anspråk på området. Toppen på Mount Chadwick är 2 440 meter över havet.
Terrängen runt Mount Chadwick är kuperad söderut, men norrut är den platt. Trakten är obefolkad. Det finns inga samhällen i närheten. 